# Ainbal
Ainbal (arabisch عين بعال) ist ein Dorf im Libanon im Verwaltungsdistrikt Chouf.

## Name
Der Name geht zurück auf die aramäische Bezeichnung für „Auge Gottes“.

## Geographie
Das Dorf gehört zur Vereinigung  Chouf Es Souayjani (Federation of Chouf Es Souayjani Municipalities, 1979). Die umliegenden Orte sind: Baakline (بعقلين), Gharifeh (غريفة), Aathrine (عطرين) und Mazraat Ech Chouf (مزرعة الشوف). Das Ortsgebiet umfasst 370 ha und liegt auf einer Höhe von 850 m über dem Meer.
Sehenswert sind einige Höhlen und die Ruinen von Kouroum el-Qarya (dt. Weingarten-Dorf).
Der südwestliche Zipfel des Ortsgebietes ist noch bewaldet.